# Nicolas Buendia
Nicolas Buendia (Malolos, 12 maart 1879 - 14 september 1958) was een Filipijns politicus. Buendia was burgemeester van Malolos en van 1916 tot 1919 gouverneur van Bulacan. Van 1935 tot 1941 was Buendia lid van het Nationale Assemblee van het Gemenebest van de Filipijnen In 1941 werd hij gekozen in de Senaat van de Filipijnen. Door de Japanse bezetting tijdens de Tweede Wereldoorlog, die kort daarna begon, kon Buendia echter alleen na de oorlog kort in zijn Senaatszetel plaatsnemen.

## Biografie
Nicolas Buendia werd geboren op 12 maart 1879 in Malolos in de Filipijnse provincie Bulacan. Zijn ouders waren Saturnino Buendia en Petrona Berdon. Buendia werd in eerste instantie onderwezen door generaal Teodoro Sandiko. Later studeerde hij aan het Colegio de San Juan de Letran en het Liceo de Manila. Op het Liceo behaalde Buendia een Bachelor of Arts-diploma. Tijdens de Filipijnse revolutie sloot Buendia zich aan bij het revolutionaire leger, waarin hij diende als eerste luitenant. Na het einde van de revolutie was Buendia onder het nieuwe Amerikaanse koloniale regime achtereenvolgende gemeentesecretaris, gemeenteraadslid en later municipal president (burgemeester) van zijn geboorteplaats Malolos. Ondertussen studeerde Buendia rechten door middel van zelfstudie. In 1910 werd hij toegelaten tot de Filipijnse balie.
In 1916 werd Buendia gekozen tot gouverneur van Bulacan. Zijn termijn als gouverneur duurde tot 1919. In 1934 was Buendia de afgevaardigde namens het eerste kiesdistrict van Bulacan op de Constitionele Conventie, waar de Filipijnse Grondwet werd geschreven. Na ratificatie van deze Grondwet en de oprichting van het Gemenebest van de Filipijnen werd hij in de daaropvolgende verkiezingen eind 1935 als afgevaardigde van Bulacan gekozen in het nieuwe eenkamerige Nationaal Assemblee van de Filipijnen. In de assemblee verving hij al na korte tijd Benigno Aquino sr. als voorzitter van de Commission on Appointments. De regels voor screening van kandidaten waaraan kandidaten moesten voldoen voor een benoeming, die Aquino sr. wilde gaan instellen, zinde president Manuel Quezon niet. Daarop zorgde Quezon ervoor dat Aquino sr. werd vervangen door de minder voortvarende Buendia. Bij de verkiezingen van 1941 werd Buendia gekozen tot lid van de Senaat van de Filipijnen. Omdat de Japanners kort na de verkiezingen de Filipijnen binnenvielen zou de Senaat met Buendia erin echter niet meer in zitting gaan.
Buendia was getrouwd met Godofreda Aldaba kreeg met haar zeven kinderen. 